# Фредерік Жоссіне
Фредерік Жоссіне  (фр. Frédérique Jossinet, 16 грудня 1975) — французька дзюдоїстка, олімпійська медалістка.

## Виступи на Олімпіадах
| Олімпіада  | Дисципліна                | Місце |
| ---------- | ------------------------- | ----- |
| Афіни 2004 | дзюдо, надлегка категорія | 2     |
| Пекін 2008 | дзюдо, надлегка категорія | 19T   |